# Chris Corner
Chris Corner, né le 23 janvier 1974 au Royaume-Uni, est un chanteur britannique.
Il est le leader du groupe de trip hop Sneaker Pimps depuis qu'il a 15 ans.

## Biographie
En 2003, il se lance dans un projet parallèle et fonde le groupe IAMX, dont il produit lui-même les albums. Il produit également les albums des groupes Nemo et Robots in Disguise. Il sera ensuite appelé à créer la musique du film Les Chevaliers du ciel sorti en 2005.
En 2006, il participe à la bande originale du film russe Zhest (Junk) dont est extrait le single S.H.E..
En 2010, il participe à la bande originale du film allemand Nous sommes la nuit de Dennis Gansel, avec notamment le single Nightlife.

## Discographie avec Sneaker Pimps
- Becoming X (1996)
- Becoming Remixed (1998)
- Splinter (1999)
- Bloodsport (2002)
- Squaring The Circle (2021)

## Discographie IAMX
- Kiss & Swallow (2004)
- The Alternative (2006)
- Kingdom of welcome addiction (2009)
- Dogmatic Infidel Comedown OK (2010)
- Volatile Times (2011)
- The Unified Field (2013)
- Metanoia (2015)
- Everything Is Burning (Metanoia Addendum) (2016)
- Unfall (Instrumental) (2017)
- Alive In New Light (2018)
- Echo Echo (2020)